# 辛庄营乡
辛庄营乡，是中华人民共和国河北省邯郸市邯山区下辖的一个乡镇级行政单位。

## 行政区划
辛庄营乡下辖以下地区：
辛庄营村、王庄村、徐庄村、小马庄村、大狼营村、小狼营村、李家庄村、北豆公村、郭小屯村、南豆公村、大马庄村和太平村。